# Madonna tribute albumok listája
Ez a lista a Madonna amerikai énekesnőnek szentelt tisztelgő (tribute) albumokat tartalmazza. Madonna világméretű népszerűsége miatt az 1980-as évektől számos művész készített ilyen albumokat különféle műfajokban, mint például instrumentális, tánczene, dzsessz, alt rock, vagy gyerekdal.
Néhány ilyen előadó: Royal Filharmonikus Zenekar, Mad'House, Jonathan Wilson, Jeremy Jay, Ariel Pink, Giant Drag, The Tyde, Chapin Sisters, Apollo Heights, Lion of Panjshir és Lavender Diamond valamint kiadók: Universal Music Group, Columbia Records, Paper Bag Records, Manimal Vinyl, Redline Records, Cleopatra Records, ZYX Music, Millennium Records, Pony Canyon, Delirium Records, The Orchard, Venus Records, Charly Records, Music Brokers, Cherry Red Records és Vitamin Records.
Néhány figyelemre méltó kiadvány: Glee: The Music, The Power of Madonna (2010), Through the Wilderness (2007) és Rockabye Baby! Lullaby Renditions of Madonna (2011) a Rockabye Baby! című sorozatból.

## Albumok
| Cím                                                       | Album megjelenés                                                        | Dalok listája |
| --------------------------------------------------------- | ----------------------------------------------------------------------- | --- |
| Dance into the Beat: Madonna Collection                   | - Megjelent: 1995 - Label: Strength Records                             | Dalok listája - "Dance into the Beat" (Medly 1) - "Dance into the Beat" (Medly 2) - "Dance into the Beat" (Medly 2) - "Holiday" - "Into the Groove" - "La Isla Bonita" - "Like a Virgin" - "Papa Don't Preach" - "Material Girl" - "Open Your Heart" |
| Material Girl: RPO Plays Music of Madonna                 | - Megjelent: 1998 - Label: Music Club International Records             | Dalok listája - "True Blue" - "La Isla Bonita" - "Papa Don't Preach" - "Like a Prayer" - "Crazy for You" - "This Used to Be My Playground" - "Borderline" - "Into the Groove" - "Like a Virgin" - "Holiday" - "Material Girl" - "Who's That Girl" Note: by Royal Philharmonic Orchestra |
| Virgin Voices: A Tribute to Madonna, Vol. 1               | - Megjelent: 1999 - Label: Cleopatra Records                            | Dalok listája - "Holiday" by Heaven 17 - "Like a Prayer" by Loleatta Holloway - "Like a Virgin" by Annabella Lwin - "Why's It So Hard" by Dead or Alive - "Live to Tell" by Berlin - "Vogue" by Astralasia - "Justify My Love" by Front Line Assembly - "Bad Girl" by Boy George, Amanda Ghost, and James Hardway - "Material Girl" by KMFDM - "Bedtime Story" by Silverbeam - "Express Yourself" by Information Society - "Swim" by Spahn Ranch - "Frozen" by Gene Loves Jezebel - "Burning Up" by The Voluptuous Horror of Karen Black |
| The Music of Madonna                                      | - Megjelent: 1999 - Label: Intersound, First Choice                     | Dalok listája - "Express Yourself" - "Holiday" - "Crazy for You" - "Like a Prayer" - "Get into the Groove" - "La Isla Bonita" - "Swam" - "Like a Virgin" - "Cherish" - "The Power of Good-Bye" Note: by Spectrum Orchestra |
| Truly Blue: Tribute to Madonna                            | - Megjelent: 2000 - Label: Dressed To Kill                              | Dalok listája - "Bad Girl" by Semi Moore - "Oh Father" by Killer Nannies In America - "Borderline" by Kronos - "Lucky Star" by Sperm Bank - "Causing a Commotion" by Dog Breath Sue - "Holiday" by Nut Barz - "Dress You Up" by Klannad - "True Blue" by Kylie Minow - "Rescue Me" by Knew Order - "Into the Groove" by Abdominal Snowman - "Papa Don't Preach" by The Provos - "Keep It Together" by Bluenotes - "Open Your Heart" by Klark Klent - "La Isla Bonita" by Phil & Grant - "Justify My Love" by Sorcery - "Ray of Light" by Tiff Mitchell - "The Power of Good-Bye" by Swede |
| Virgin Voices 2000: A Tribute to Madonna                  | - Megjelent: 2000 - Label: Cleopatra Records                            | Dalok listája - "Open Your Heart" by Ofra Haza - "Lucky Star" by Switchblade Symphony - "Ray of Light" by Sigue Sigue Sputnik - "Borderline" Nivek Ogre - "Into the Groove" by Dale Bozzio - "This Used to Be My Playground" by A Flock of Seagulls - "Love Don't Live Here Anymore" by Michelle Crispin - "Rescue Me" by Adeva - "Erotica" by Razed in Black, Transmutator - "Skin" by Mephisto Walz - "Cherish" by Loop Guru - "Rain" by Rosetta Stone - "Deeper and Deeper" by Mark Pistel - "Like a Prayer" by Bigod 20 |
| A Tribute to Madonna: Tranceformed                        | - Megjelent: 2000 - Label: Strictly Hype Records (SHR), Colossal        | Dalok listája - "Into the Groove" - "Ray of Light" - "Holiday" - "Live to Tell" - "Borderline" - "Vogue" - "Justify My Love" - "Crazy for You" - "Lucky Star" - "Express Yourself" |
| A Tribute To Madonna Vol 2                                | - Megjelent: 2000 - Label: Charly Records                               | Dalok listája - "Hanky Panky – Sound-A-Like" - "Holiday – Sound-A-Like" - "Crazy For You – Sound-A-Like" - "Cherish – Sound-A-Like" - "Justify My Love – Sound-A-Like" - "Sooner Or Later – Sound-A-Like" - "Material Girl – Sound-A-Like" - "Like A Prayer – Sound-A-Like" Note: by Studio Group |
| Plays the Hits Made Famous by Madonna                     | - Megjelent: 2001 - Label: Capriccio Records, Delta Distribution        | Dalok listája - "La Isla Bonita" - "True Blue" - "Crazy for You" - "Into the Groove" - "Like a Virgin" - "Papa Don't Preach" - "Fever" - "Material Girl" - "Justify My Love" - "Cherish" Note: by Starsound Orchestra |
| Tribute to Madonna                                        | - Megjelent: 2001 - Label: Swift Records                                | Dalok listája - "Holiday" - "Like a Virgin" - "Material Girl" - "Crazy for You" - "Into the Groove" - "Papa Don't Preach" - "True Blue" - "La Isla Bonita" - "Who's That Girl" - "Like a Prayer" - "Don't Cry for Me Argentina" - "Frozen" - "Ray of Light" - "Drowned World" - "American Pie" - "Music" Note: by London Studio Orchestra |
| The String Quartet Tribute to Madonna                     | - Megjelent: 2002 - Label: Vitamin Records                              | Dalok listája - "Ray of Light" - "Material Girl" - "Rain" - "This Used to Be My Playground" - "Papa Don't Preach" - "Beautiful Stranger" - "Live to Tell" - "Like a Prayer" - "Crazy for You" - "Unhinges, for string quartet" Note: by Da Capo Players |
| Absolutely Mad                                            | - Megjelent: 2002 - Label: Universal Music Group                        | Dalok listája - "Like a Prayer" - "Holiday" - "Into the Groove" - "La Isla Bonita" - "Like a Virgin" - "Vogue" - "Borderline" - "Open Your Heart" - "Papa Don't Preach" - "Be Yourself" - "Everybody" - "Lady of the Dawn" - "Frozen" - "Like a Prayer" - "Like a Prayer" - "Holiday" Note: by Mad'House |
| Madonna: The Ultimate Tribute                             | - Megjelent: 2002 - Label: Compendia Music Group, Intersound            | Dalok listája - "Express Yourself" - "Holiday" - "Crazy for You" - "Like a Prayer" - "Into the Groove" - "La Isla Bonita" - "Swim" - "Like a Virgin" - "Cherish" - "The Power of Good-Bye" |
| A Tribute to Madonna: Virgin Voices                       | - Megjelent: 2003 - Label: Cleopatra Records                            | Dalok listája Disc 1 - "Holiday" by Heaven 17 - "Like a Prayer" by Loleatta Holloway - "Like a Virgin" by Annabella Lwin - "Why's It So Hard" by Dead or Alive - "Live to Tell" by Berlin - "Vogue" by Astralasia - "Justify My Love" by Front Line Assembly - "Bad Girl" by Boy George, Amanda Ghost, and James Hardway - "Material Girl" by KMFDM - "Bedtime Story" by Silverbeam - "Express Yourself" by Information Society - "Swim" by Spahn Ranch - "Frozen" by Gene Loves Jezebel - "Burning Up" by The Voluptuous Horror of Karen Black Disc 2 - "Open Your Heart" by Ofra Haza - "Lucky Star" by Switchblade Symphony - "Ray of Light" by Sigue Sigue Sputnik - "Borderline" Nivek Ogre - "Into the Groove" by Dale Bozzio - "This Used to Be My Playground" by A Flock of Seagulls - "Love Don't Live Here Anymore" by Michelle Crispin - "Rescue Me" by Adeva - "Erotica" by Razed in Black, Transmutator - "Skin" by Mephisto Walz - "Cherish" by Loop Guru - "Rain" by Rosetta Stone - "Deeper and Deeper" by Mark Pistel - "Like a Prayer" by Bigod 20 |
| The Dancefloor Tribute to Madonna                         | - Megjelent: 2003 - Label: Vitamin Records                              | Dalok listája - "Don't Tell Me" - "Beautiful Stranger" - "Frozen" - "La Isla Bonita" - "Ray of Light" - "Erotica" - "Music" - "Rai" - "Justify My Love" - "Last Chance" |
| Material Girls – A Tribute to Madonna                     | - Megjelent: 2003 - Label: Klone Records                                | Dalok listája - "Like a Virgin" - "Material Girl" - "The Look of Love" - "Cherish" - "You'll See" - "Crazy for You" - "Vogue" - "Frozen" - "Erotica" - "This Used to Be My Playground" - "Express Yourself" - "Rain" - "Gambler" - "Live to Tell" - "Hanky Panky" - "Like a Virgin" - "Don't Cry for Me Argentina" Note: by The Klone Orchestra |
| Tribute to Madonna: Like a Virgin                         | - Megjelent: 2004 - Label: Phantom Import Distribution, Double Pleasure | Dalok listája Disc 1 - "Holiday" by Heaven 17 - "Like a Prayer" by Loleatta Holloway - "Like a Virgin" by Annabella Lwin - "Why's It So Hard" by Dead or Alive - "Live to Tell" by Berlin - "Vogue" by Astralasia - "Justify My Love" by Front Line Assembly - "Bad Girl" by Boy George, Amanda Ghost, and James Hardway - "Material Girl" by KMFDM - "Bedtime Story" by Silverbeam - "Express Yourself" by Information Society - "Swim" by Spahn Ranch - "Frozen" by Gene Loves Jezebel - "Burning Up" by The Voluptuous Horror of Karen Black Disc 2 - "Open Your Heart" by Ofra Haza - "Lucky Star" by Switchblade Symphony - "Ray of Light" by Sigue Sigue Sputnik - "Borderline" Nivek Ogre - "Into the Groove" by Dale Bozzio - "This Used to Be My Playground" by A Flock of Seagulls - "Love Don't Live Here Anymore" by Michelle Crispin - "Rescue Me" by Adeva - "Erotica" by Razed in Black, Transmutator - "Skin" by Mephisto Walz - "Cherish" by Loop Guru - "Rain" by Rosetta Stone - "Deeper and Deeper" by Mark Pistel - "Like a Prayer" by Bigod 20 |
| Immaculate Deception: A Tribute to the Music of Madonna   | - Megjelent: 2004 - Label: Delirium Records                             | Dalok listája - "Burning Up" by Drag - "Material Girl" by The Toast - "Frozen" by Doom Kounty Electric Chair - "Into the Groove" by Statica - "Hanky Panky" by Relatives by Appointment - "Dress You Up" by Lift Off - "Music/Ray of Light" by - "Bad Girl" by Cruzer - "Like a Prayer" by Wirebox - "Justify My Love" by The Put-On's - "Live to Tell" by Mega Manic - "Borderline" by Hoodlumz |
| Tribute to Madonna (Golden Sun)                           | - Megjelent: 2005 - Label: Golden Sound                                 | Dalok listája - "Music" - "Like a Prayer" - "Into the Groove" - "Material Girl" - "Lucky Star" - "Holiday" - "Die Another Day" - "Like a Virgin" - "Beautiful Stranger" - "Erotica" - "American Pie" - "The Power of Good-Bye" Note: by Adam Marano |
| A Tribute to the Greatest Hits of Madonna                 | - Megjelent: 2005 - Label: Prism Entertainment                          | Dalok listája - "American Life" - "Die Another Day" - "Music" - "American Pie" - "Beautiful Stranger" - "The Power of Good-Bye" - "Ray of Light" - "Frozen" - "Don't Cry for Me Argentina" - "This Used to Be My Playground" - "Vogue" - "Who's That Girl" - "La Isla Bonita" - "Papa Don't Preach" - "Borderline" - "Material Girl" - "Like a Virgin" - "Holiday" Note: by Angelina |
| The Music of Madonna                                      | - Megjelent: 2005 - Label: Millennium Records                           | Dalok listája - "Music" - "American Pie" - "American Life" - "Hollywood" - "Beautiful Stranger" - "La Isla Bonita" - "Papa Don't Preach" - "Like a Virgin" - "Holiday" - "Don't Cry for Me Argentina" - "Die Another Day" - "Frozen" - "Vogue" - "Like a Prayer" - "Borderline" - "Material Girl" Note: by Brook Barros |
| The Electronic Tribute to Madonna                         | - Megjelent: 2005 - Label: Vitamin Records                              | Dalok listája - "American Life" - "Beautiful Stranger" - "Frozen" - "Vogue" - "Don't Tell Me" - "Ray of Light" - "Bedtime Story" - "Like a Prayer" - "Express Yourself" - "Erotica" - "Hollywood" - "Justify My Love" |
| Rock-A-Bye: Madonna                                       | - Megjelent: 2005 - Label: Turn Up the Music                            | Dalok listája - "Cherish (The Thought)" - "(I'm) Crazy for You" - "Open Your Heart (To Me Baby)" - "(Over The) Borderline" - "Material Girl" - "Dress You Up (In My Love)" - "Holiday (Celebrate)" - "(You Must Be My) Lucky Star" - "La Isla Bonita (Last Night I Dreamt of San Pedro)" - "Vogue" Note: by Hit Crew |
| A Smooth Sax Tribute to Madonna's Greatest Hits           | - Megjelent: 2005 - Label: Tribute Sounds                               | Dalok listája - "This Used to Be My Playground" - "Take a Bow" - "Papa Don't Preach" - "Open Your Heart" - "Live to Tell" - "Like a Prayer" - "Express Yourself" - "Crazy for You" - "Cherish" - "Borderline" Note: by Bennett Carl |
| Dance Tribute to Madonna                                  | - Megjelent: 2006 - Label: ZYX Music                                    | Dalok listája - "Sorry" - "Music" - "Hung Up" - "American Pie" - "Nothing Really Matters" - "Holiday" - "The Power of Good-Bye" - "Die Another Day" - "Like a Prayer" - "Frozen" - "Into the Groove" - "Lucky Star" - "Like a Virgin" - "Material Girl" Note: by The Mysterious Girl |
| The Worlds Greatest 80's Tribute to Madonna               | - Megjelent: 2006 - Label: Redline Records, Cleopatra Records           | Dalok listája - "Justify My Love" by Front Line Assembly - "Open Your Heart" by Ofra Haza - "Lucky Star" by Switchblade Symphony - "Borderline" by Nivek Ogre - "Into the Groove" by Missing Persons - "This Used to Be My Playground" by A Flock of Seagulls - "Like a Prayer" by Bigod 20 - "Holiday" by Heaven 17 - "Like a Virgin" by Bow Wow Wow - "Why It's So Hard" by Dead or Alive - "Live to Tell" by Berlin - "Bad Girl" by Boy George, Amanda Ghost, and James Hardway |
| The Music of Madonna: A Tribute Performed By Studio 99    | - Megjelent: 2006 - Label: Going For A Song                             | Dalok listája - "American Pie" - "Ray of Light" - "Frozen" - "Beautiful Stranger" - "Lucky Star" - "Borderline" - "Cherish" - "Crazy for You" - "Holiday" - "Into the Groove" - "La Isla Bonita" - "Like a Prayer" - "Material Girl" - "Open Your Heart" - "Papa Don't Preach" - "True Blue" - "Vogue" Note: by Studio 99 |
| Tribute to Madonna                                        | - Megjelent: 2006 - Label: Red Sauce                                    | Dalok listája - "Holiday" - "Like a Virgin" - "Material Girl" - "Crazy for You" - "Into the Groove" - "Papa Don't Preach" - "True Blue" - "La Isla Bonita" - "Who's That Girl" - "Like a Prayer" - "Don't Cry for Me Argentina" - "Frozen" - "Ray of Light" - "Drowned World" - "American Pie" - "Music" Note: by Madge |
| Tribute to Madonna (Membran)                              | - Megjelent: 2006 - Label: MSI Music Distribution, Membran              | Dalok listája - "Music" - "Holiday" - "Like a Prayer" - "Like a Virgin" - "La Isla Bonita" - "Who's That Girl" - "Frozen" - "Into the Groove" - "Material Girl" - "Open Your Heart" - "Beautiful Stranger" - "Cherish" - "Crazy for You" - "American Pie" - "Papa Don't Preach" - "Express Yourself" Note: by Madonna Tribute Band |
| Through the Wilderness: Tribute to Madonna                | - Megjelent: 2007 - Label: Manimal Vinyl                                | Dalok listája - "La Isla Bonita" by Jonathan Wilson - "Into the Groove" by Jeremy Jay - "Beautiful Stranger" by Golden Animals - "Live to Tell by Winter Flowers - "Material Girl" by Mountain Party - "Everybody" by Ariel Pink - "Oh Father" by Giant Drag - "Hung Up" por The Tyde - "Lucky Star" by Alexandra Hope - "Borderline" by Chapin Sisters - "Dress You Up" by Apollo Heights - "Who's That Girl" por The Bubonic Plague - "Cherish" by The Prayers - "Crazy for You by Lion of Panjshir - "Like a Prayer" by Lavender Diamond - "Holiday" by Siddhartha - "Impressive Instant" by Pangaeans |
| Plays Madonna in Jazz                                     | - Megjelent: 2007 - Label: Cinedelic Records                            | Dalok listája - "La Isla Bonita" - "Holiday" - "Into the Groove" - "Frozen" - "Material Girl" - "Paradise Is Not for Me" - "La Castidad" - "Papa Don't Preach" - "Impressive Instant" - "Music" - "Like a Virgin" - "La Castidad [Scat Vocal Edit]" Note: by Bo.Dá |
| Strung out on Madonna: The String Quartet Tribute         | - Megjelent: 2008 - Label: Vitamin Records                              | Dalok listája - "Ray of Light" - "Material Girl" - "Rain" - "This Used to Be My Playground" - "Papa Don't Preach" - "Beautiful Stranger" - "Live to Tell" - "Like a Prayer" - "Crazy for You" - "Unhinges, for string quartet" Note: Da Capo Players |
| Madonna: The Immaculate Tribute                           | - Megjelent: 2008 - Label: Cannon House                                 | Dalok listája - "Like a Prayer" - "Papa Don't Preach" - "Oh Father" - "Like a Virgin" - "Live to Tell" - "Crazy for You" - "Beautiful Stranger" - "La Isla Bonita" - "Express Yourself" - "Fever" - "Borderline" - "Holiday" - "Material Girl" - "Don't Cry for Me Argentina" |
| Madonna Cool Down Experience Part 1                       | - Megjelent: 2008 - Label: One Trybal                                   | Dalok listája - "Hung Up" - "Rescue Me" - "Music" - "Beautiful Stranger" - "Don't Tell Me" - "Like a Virgin" - "I'll Remember" - "Into the Groove" - "Sorry" - "Fly to Sky" - "Mistery Soul" - "The Megamix" Note: by The Sunset Lounge Orchestra |
| Madonna Cool Down Experience Part 2                       | - Megjelent: 2008 - Label: One Trybal                                   | Dalok listája - "Frozne" - "Like a Prayer" - "Holiday" - "La Isla Bonita" - "Who's That Girl" - "Jump" - "You'll See" - "Live to Tell" - "Erotica" - "Sorry" - "Africanism Look" - "Elegant Day" - "The Megamix" Note: bt The Sunset Lounge Orchestra |
| The Tune Robbers Play the Best of Madonna, Vol. 1         | - Megjelent: 2008 - Label: Rosenklang                                   | Dalok listája - "Who's That Girl" - "Holiday" - "Borderline" - "Like a Prayer" - "Like a Virgin" - "Material Girl" - "Crazy for You" - "The Look of Love" - "Into the Groove" - "Dress You Up" - "Gambler" - "Live to Tell" - "Papa Don't Preach" - "True Blue" - "La Isla Bonita" Note: by Tune Robbers |
| Tribute to Madonna (ZYX Music)                            | - Megjelent: 2008 - Label: ZYX Music                                    | Dalok listája - "Music" by Clueless - "Like a Prayer" by Absolutely Fantastic - "Get into the Groove" by Absolutely Fantastic - "Material Girl" by Absolutely Fantastic - "Lucky Star" by Absolutely Fantastic - "Holiday" by Absolutely Fantastic - "Die Another Day" by Clueless - "Like a Virgin" by Absolutely Fantastic - "Erotica" by Clueless - "Dress You Up" by Absolutely Fantastic |
| Forever Madonna                                           | - Megjelent: 2008 - Label: Rumour Records                               | Dalok listája Disc 1 - "Frozen" - "La Isla Bonita" - "Rain" - "Live to Tell" - "Crazy for You" - "Secret" - "This Used to Be My Playground" - "Take a Bow" - "Love Don't Live Here Anymore" - "Into the Groove" Disc 2 - "Secret" (Klubkidz House Party Mix) - "La Isla Bonita" (Klubkidz House Party Mix) - "Into the Groove" (Klubkidz House Party Mix) - "Live to Tell" (Klubkidz House Party Mix) - "This Used to Be My Playground" (Klubkidz House Party Mix) - "Frozen" (Klubkidz House Party Mix) - "Rain" (Klubkidz House Party Mix) - "Crazy for You" (Klubkidz House Party Mix) - "Love Don't Live Here Anymore" (Klubkidz House Party Mix) Note: by Melissa Totten |
| A Tribute To Madonna Vol 1                                | - Megjelent: 2009 - Label: One Media Publishing                         | Dalok listája - "Bad Girl" - "Oh Father" - "Borderline" - "Lucky Star" - "Causing a Commotion" - "Holiday" - "Dress You Up" - "True Blue" - "Rescue Me" - "Into the Groove" - "Papa Don't Preach" - "Keep It Together" - "Open Your Heart" - "La Isla Bonita" - "Justify My Love" - "Ray of Light" - "The Power of Good-Bye" Note: by Strike A Pose |
| A Tribute To Madonna Vol 2                                | - Megjelent: 2009 - Label: One Media Publishing                         | Dalok listája - "Like a Virgin" - "Material Girl" - "The Look of Love" - "Cherish" - "You'll See" - "Crazy for You" - "Vogue" - "Frozen" - "Erotica" - "This Used to Be My Playground" - "Express Yourself" - "Rain" - "Gambler" - "Live to Tell" - "Hanky Panky" - "Like a Prayer" - "Don't Cry for Me Argentina" Note: by Strike A Pose |
| Tribute To Madonna, Vol. 2                                | - Megjelent: 2009 - Label: Charly Records                               | Dalok listája - "Like a Virgin" - "Material Girl" - "The Look of Love" - "Chrish" - "You'll See" - "Crazy for You" - "Vogue" - "Frozen" - "Erotica" - "This Used to Be My Playground" - "Express Yourself" - "Rain" - "Gambler" - "Live to Tell" - "Hanky Panky" - "Like a Prayer" - "Don't Cry for Me Argentina" Note: by Madonna Tribute Band |
| Glee: The Music, The Power of Madonna                     | - Megjelent: 2010 - Label: Columbia Records                             | Dalok listája - "Express Yourself" by Dianna Agron, Jonathan Groff, Lea Michele, Amber Riley, and Naya Rivera - "Borderline/Open Your Heart" by Lea Michele and Cory Monteith - "Vogue" by Chris Colfer, Jane Lynch, and Amber Riley - "Like a Virgin" by Jayma Mays, Matthew Morrison, Jonathan Groff, Lea Michele, Cory Monteith, and Naya Rivera - "4 Minutes" by Chris Colfer and Amber Riley - "What It Feels Like for a Girl" by Chris Colfer, Kevin McHale, Cory Monteith, and Mark Salling - "Like a Prayer" by Chris Colfer, Jonathan Groff, Lea Michele, Cory Monteith, and Amber Riley |
| Bossa N' Madonna                                          | - Megjelent: 2010 - Label: Music Brokers                                | Dalok listája - "The Virgin Intro" by DJ Leão - "Material Girl (Celebration Mix)" by United Rhythms Of Brazil - "Live To Tell (Tropical Hop 12" Edit)" by Nova Bossa Ltd - "Into The Groove" by Banda Do Sul and Natascha - "Hollywood (Vinyl Mix)" por Glambeats Corp - "Like A Virgin" by Brazil XXI meets Silvinha Santana - "Lucky Star (Lonely Heart Version)" by Jingo - "Holiday (Rhodes Edit)" by São Vicente and Natalie Renoir - "Ray Of Light" by Deise Costa & Os Digitalistas - "Hung Up" by Groove Da Praia - "Express Yourself (Unplugged Midsummer Mix)" by Amazonics - "Vogue" by Sixth Finger, Maira, and Zoca |
| The Tune Robbers Play the Best of Madonna, Vol. 2         | - Megjelent: 2010 - Label: Rosenklang                                   | Dalok listája - "Hung Up" - "One More Chance" - "Love Don't Live Here Anymore" - "Beautiful Stranger" - "Don't Cry for Me Argentina" - "Frozen" - "The Power of Good-Bye" - "Nothing Really Matters" - "American Pie" - "Music" - "Don't Tell Me" - "What It Feels Like for a Girl" - "Amazing" - "Die Another Day" - "Miles Away" Note: by Tune Robbers |
| A Tribute to Madonna: Material Girls                      | - Megjelent: 2010 - Label: Cherry Red Records                           | Dalok listája - "Like a Virgin" - "Material Girl" - "The Look of Love" - "Cherish" - "You'll See" - "Crazy for You" - "Vogue" - "Frozen" - "Erotica" - "This Used to Be My Playground" - "Express Yourself" - "Rain" - "Gambler" - "Live to Tell" - "Hanky Panky" - "Like a Virgin" - "Don't Cry for Me Argentina" Note: by Material Girls |
| Rockabye Baby! Lullaby Renditions of Madonna              | - Megjelent: 2011 - Label: Rockabye Baby!                               | Dalok listája - "Lucky Star" - "Material Girl" - "Like a Virgin" - "Ray of Light" - "Express Yourself" - "Vogue" - "Papa Don't Preach" - "Into the Groove" - "Holiday" - "Like a Prayer" - "Borderline" - "Crazy for You" Note: by Steven Charles Boone |
| Paper Bag Records is True Blue                            | - Megjelent: 2011 - Label: Paper Bag Records                            | Dalok listája - "Papa Don't Preach" by Woodhands - "Open Your Heart" by Young Galaxy - "White Heat" by The Acorn - "Live to Tell" by The Rural Alberta Advantage (We’re Scared Version) - "Where's the Party" by PS I Love You - "True Blue" by Winter Gloves - "La Isla Bonita" by Laura Barrett - "Jimmy Jimmy" by Born Ruffians - "Love Makes The World Go Round" by You Say Party |
| Multi Karaoke – Backing Force Tribute To Madonna          | - Megjelent: 2011 - Label: Intermezzo, Mult Karaoke                     | Dalok listája - "You'll See (Karaoke)" - "Who's That Girl (Karaoke)" - "This Used to Be My Playground (Karaoke)" - "Material Girl (Karaoke)" - "Borderline (Karaoke)" - "La isla bonita (Karaoke)" - "Papa Don't Preach (Karaoke)" - "Holiday (Karaoke)" - "You'll See (Multiplex Version)" - "Who's That Girl (Multiplex Version)" - "This Used to Be My Playground (Multiplex Version)" - "Material Girl (Multiplex Version)" - "Borderline (Multiplex Version)" - "La isla bonita (Multiplex Version)" - "Papa Don't Preach (Multiplex Version)" - "Holiday (Multiplex Version)" Note: by Backing Force |
| Tribute to Madonna, Vol. 1                                | - Megjelent: 2011 - Label: RingRise                                     | Dalok listája - "Erotica" - "Frozen" - "Die Another Day" - "Like a Virgin" - "Into the Groove" - "[Don't] Tell Me" - "La Isla Bonita" - "Music" - "Live to Tell" - "Hung Up" Note: by The Ringtones |
| The Madonna Story Part 1                                  | - Megjelent: 2011 - Label: Charly Records                               | Dalok listája - "This Used to Be My Playground" - "Crazy for You" - "Express Yourself" - "Holiday" - "La Isla Bonita" - "Like a Virgin" - "Papa Don't Preach" - "Material Girl" - "Like a Prayer" - "True Blue" - "Who's That Girl" - "Vogue" - "Open Your Heart" - "Into the Groove" - "Hanky Panky" - "Dress You Up" Note: The Gary Tesca Orchestra |
| Greatest Hits from the Superstars! (Who's That Girl)      | - Megjelent: 2011 - Label: Pyramid Music                                | Dalok listája - "Who's That Girl" - "Like a Virgin" - "Like a Prayer" - "Into the Groove" - "Open Your Heart" - "Express Yourself" - "Holiday" - "This Used to Be My Playground" - "Material Girl" - "True Blue" - "Crazy for You" - "Vogue" - "Papa Don't Preach" - "Hanky Panky" - "La Isla Bonita" - "Dress You Up" - "Borderline" Note: by The Gary Tesca Orchestra |
| We Love Madonna: The Dance Tribute                        | - Megjelent: 2011 - Label: The Saifam Group Digital                     | Dalok listája - "Like a Virgin (The Factory Happy Mix)" by The Snapper - "Express Yourself (A.R. Remix)" by In.Deep - "Celebration (A.R. Remix)" by In.Deep - "Who's That Girl (The Factory Team Remix)" by Kate Project - "Holiday (A.R. Remix)" by In.Deep - "Hung Up" by In.Deep - "Vogue Avec Chic (Extended Mix)" by In.Deep - "Give It 2 Me (The BJ Remix)" by In.Deep - "Open Your Heart" by In.Deep - "Revolver (M. B. Remix)" by In.Deep - "American Life (Factory Team Remix)" by In.Deep - "Get into the Groove (Factory Team Remix)" by Bandido - "Beautiful Stranger" by In.Deep - "Music" by In.Deep - "American Pie (Def-In-Mix)" by In.Deep - "Die Another Day" by In.Deep - "Frozen (Sensibility Mix)" by In.Deep - "The Power of Goodbye (Club Mix)" by In.Deep - "Don't Tell Me (Def-In-RMX)" by Raffa - "What It Feels Like for a Girl (Dance Mix)" by In.Deep - "Miles Away (The Factory Team Remix)" by In.Deep - "Like a Prayer (Dance Mix)" by Raffa - "Jump (Dead Mix)" by In.Deep - "Dress You Up (A.R. Remix)" by In.Deep - "Liquid Love (R. P. Mix)" by In.Deep |
| Forbidden Love – Tribute To Madonna                       | - Megjelent: 2012 - Label: Pony Canyon, Venus Records                   | Dalok listája - "La Isla Bonita" - "Forbidden Love" - "Frozen" - "Deeper and Deeper" - "Get Together" - "Take a Bow" - "Don't Cry for Me Argentina" - "Secret" - "Human Nature" - "Cherish" - "Like a Virgin" - "Borderline" - "You'll See" Note: by John DiMartino |
| Dance tribute to Madonna                                  | - Megjelent: 2012 - Label: Cc Entertainment                             | Dalok listája - "Give Me All Your Luvin'" - "Material Girl" - "Like a Prayer" - "Ray of Light" - "Hung Up" - "Borderline" - "Holiday" - "4 Minutes" - "Like a Virgin" - "Vogue" - "La Isla Bonita" Note: by Cover All Stars |
| Like a Virgin                                             | - Megjelent: 2012 - Label: The Orchard, Open Records                    | Dalok listája - "Like a Virgin" - "Who's That Girl" - "Holiday" - "Material Girl" - "Express Yourself" - "Into the Groove" - "Erotica" - "Like a Prayer" - "Sorry" - "Papa Don't Preach" - "True Blue" - "Causing a Commotion" - "Open Your Heart" - "Over and Over" - "The Look of Love" - "Live to Tell" - "Frozen" - "Love Don't Live Here Anymore" - "Physical Attraction" Note: by Sussan Kameron |
| Girls on Film: Tribute To The Music Of Madonna            | - Megjelent: 2012 - Label: Adapta                                       | Dalok listája - "Frozen" - "Live to Tell" - "La Isla Bonita" - "True Blue" - "Like a Virgin" - "Holiday" - "Erotica" - "What It Feels Like for a Girl" - "Music" |
| MCP Performs Madonna: Rebel Heart                         | - Megjelent: 2015 - Label: Cc Entertainment                             | Dalok listája - "Living for Love" Instrumental - "Devil Pray" Instrumental - "Ghosttown" Instrumental - "Unapologetic Bitch" Instrumental - "Illuminati" Instrumental - "Bitch I'm Madonna" Instrumental - "Hold Tight" Instrumental - "Joan of Arc" Instrumental - "Iconic" Instrumental - "HeartBreakCity" Instrumental - "Body Shop" (Instrumental) - "Holy Water" Instrumental - "Inside Out" Instrumental - "Wash All Over Me" Instrumental |
| MCP Performs the Ultimate Madonna Playlist (Instrumental) | - Megjelent: 2019 - Label: Cc Entertainment                             | Dalok listája - "Angel" Instrumental - "Beautiful Stranger" Instrumental - "Bitch I'm Madonna" Instrumental - "Borderline" Instrumental - "Cherish" Instrumental - "Crave" Instrumental - "Crazy for You" Instrumental - "Die Another Day" Instrumental - "Don't Cry for Me Argentina" Instrumental - "Don't Tell Me" Instrumental - "Express Yourself" Instrumental - "4 Minutes" Instrumental - "Frozen" Instrumental - "Ghosttown" Instrumental - "Holiday" Instrumental - "Hung Up" Instrumental - "I'll Remember" Instrumental - "Into the Hollywood Groove" Instrumental - "Joan of Arc" Instrumental - "La Isla Bonita" Instrumental - "Like a Prayer" Instrumental - "Like a Virgin" Instrumental - "Live to Tell" Instrumental - "Living for Love" Instrumental - "Material Girl" Instrumental - "Medellín" Instrumental - "Music" Instrumental - "Open Your Heart" Instrumental - "Papa Don't Preach" Instrumental - "The Power of Good-Bye" Instrumental - "Rain" Instrumental - "Ray of Light" Instrumental - "Secret" Instrumental - "Something to Remember" Instrumental - "Take a Bow"Instrumental - "This Used to Be My Playground" Instrumental - "True Blue" Instrumental - "Vogue" Instrumental - "Who's That Girl" Instrumental - "You'll See" Instrumental |
| Italians Do It Better                                     | - Megjelent: 2021 - Label: Italians Do It Better                        | Dalok listája - "Papa Don't Preach" - "Angel" - "Holiday" - "Hollywood" - "Gang Bang" - "Like a Virgin" - "Lucky Star - "Frozen" - "Into the Groove" - "Hung Up" - "La Isla Bonita" - "Beautiful Stranger" - "Material Girl" - "I'm Addicted" - "Crazy for You - "Justify My Love" - "Like a Prayer" - "What It Feels Like for a Girl" - "Burning Up - "Borderline" |